# Särkinen (sjö i Kuhmo, Kajanaland)
Särkinen är en sjö i kommunen Kuhmo i landskapet Kajanaland i Finland. Sjön ligger 175 meter över havet. Den är 22,2 meter djup. Arean är 78 hektar och strandlinjen är 5,76 kilometer lång. Sjön  ingår i Uleälvens huvudavrinningsområde.   Den ligger omkring 100 kilometer öster om Kajana och omkring 520 kilometer nordöst om Helsingfors. 